# Trần Văn Trường Vũ
Trần Văn Trường Vũ (ur. 29 sierpnia 1999) – wietnamski zapaśnik walczący w stylu wolnym. Triumfator igrzysk Azji Południowo-Wschodniej w 2021 i trzeci w 2023. Pierwszy na mistrzostwach Azji Południowo-Wschodniej w 2022 i 2023 roku.